# Peter Schreier
Pour les articles homonymes, voir Schreier.
Peter Schreier est un ténor et chef d'orchestre est-allemand puis allemand, né le 29 juillet 1935 à Gauernitz (près de Meissen) et mort le 25 décembre 2019 à Dresde.

## Biographie
Enfant, Peter Schreier a été formé dans le célèbre chœur de la Kreuzkirche (l'église Sainte-Croix) de Dresde. Il poursuit ensuite sa formation, dans cette ville puis à Leipzig où il fait ses premiers pas sur une scène, en 1957, alors qu'il est encore étudiant. Ses débuts officiels datent de 1959.
Avec Theo Adam, son fréquent partenaire à la scène et en studio d'enregistrement, Peter Schreier était le chanteur classique le plus célèbre de RDA et avait le privilège de voyager à l'Ouest à tout moment. Il s'est produit pendant des décennies dans certains des opéras les plus prestigieux du monde, notamment à Berlin, Vienne, Salzbourg, New York et Milan

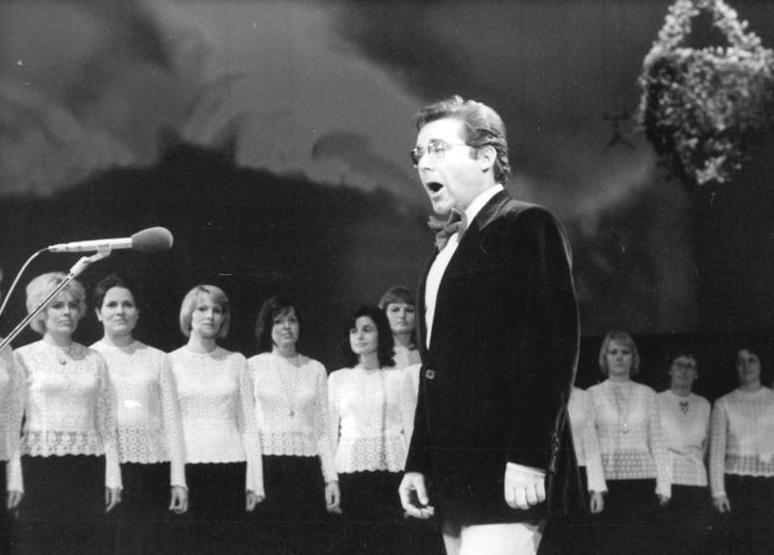
Peter Schreier en 1976.

Ténor lyrique, à la voix légère, flexible et expressive, Peter Schreier était aussi réputé comme interprète de Jean-Sébastien Bach et de Georg Friedrich Haendel que de Wolfgang Amadeus Mozart et Franz Schubert, jusqu'à Hector Berlioz, Richard Wagner, Gustav Mahler, Carl Orff et même Paul Dessau, en passant par tous les grands et petits maîtres du romantisme et du post-romantisme allemands. Chanteur d'opéras, d'oratorios et de lieder, parmi les plus recherchés entre 1960 et 1985, Schreier laisse une des discographies les plus abondantes du XXe siècle, n'ayant pour seuls rivaux dans le registre de ténor que ses aînés Helmut Krebs et Nicolai Gedda. Des enregistrements témoignent de l'intérêt de Peter Schreier pour les chants populaires. Dans une interview accordée à la radio SWR2, il souligne que c'était le rôle des parents d'apprendre les chants populaires aux enfants.
Il est élu membre de l'Académie des arts de la RDA de 1978 à 1993, puis de l'Académie des arts de Berlin de 1993 à 2019. Il reçoit le prix Bach de la Royal Academy of Music en 2009 et la médaille Bach de la ville de Leipzig en 2013.
Peter Schreier meurt le 25 décembre 2019 à Dresde à l’âge de 84 ans après une longue maladie.

## Le chef d'orchestre
En tant que chef d'orchestre, Peter Schreier s'est avant tout spécialisé dans les œuvres de Bach.

## Distinctions
Schreier a obtenu entre autres le Prix national de la République démocratique allemande (1re classe, 1986) et la médaille de l'ordre du Mérite de la RFA. En outre, il a reçu le titre de Kammersänger à trois reprises (RDA, Bavière, Autriche) et a été fait citoyen d'honneur de Meissen, sa ville natale.
- 1967 : Prix national de la République démocratique allemande (3e classe)
- 1969 : Prix Robert-Schumann de la ville de Zwickau
- 1972 : Prix Haendel du district de Halle
- 1984 : Ordre du Mérite patriotique (en or)
- 1986 : Membre d'honneur de la Société philharmonique de Vienne
- 1988 : Prix Ernst-von-Siemens ; Prix musical Léonie-Sonning
- 1989 : Grande Étoile de l'amitié des peuples
- 1994 : Prix Georg-Philipp-Telemann de la capitale de l'État de Magdebourg
- 1998 : Prix pour la Bible et le chant de la Fondation Bible et culture
- 2000 : Prix de la musique d'église européenne
- 2004 : Membre d'honneur de l'« Europäische Kulturwerkstatt » (EKW) Berlin/Vienne
- 2009 : Prix Bach de la Royal Academy of Music
- 2011 : Prix international Mendelssohn de Leipzig (catégorie musique)
- 2011 : Médaille Hugo-Wolf
- 2013 : Médaille Bach, remise dans le cadre du festival Bach à Leipzig pour ses interprétations de Bach
- 2016 : Ordre du Mérite de Saxe
- 2016 : Prix d'art de la ville de Dresde

## Discographie sélective
- Hector Berlioz, Requiem, Peter Schreier, ténor, Chœur et Orchestre de la Radio bavaroise, dir Charles Munch. LP DG1967 report CD.